# 非戦闘員
非戦闘員（ひせんとういん、英語: non-combatant）とは、ジュネーブ条約において保護されるべき捕虜としての扱いを受ける戦闘力を失った戦闘員（撃墜されたパイロットなど）や経理、法務、衛生（医師や看護師など）要員などを除く、戦闘に携わっていない一般市民を指す戦時国際法（ハーグ陸戦条約、国際人道法）上に規定された定義のことである。
ハーグ陸戦条約第1条2項では「遠方より認識得べき固著の特殊徽章を有すること」、3項では「公然兵器を携帯すること」を戦闘員の定義とし、制服を着ておらず、かつ武器を携帯していない市民を非戦闘員とすることができる。国際人道法でも「攻撃に従事している間または攻撃に先立つ軍事行動に従事している間、自己を一般住民から区別すべき義務を負う」こととし、「非戦闘員の地位を装う事は、背信行為として糾弾される」としており、非戦闘員を戦闘に巻き込む行為や巻き込む可能性のある行為は禁じられている。